# 운동생리학
운동생리학(運動生理學)은 운동 전후의 생리적인 변화에 대해 연구하는 학문으로 스포츠 과학의 일종이다. 운동생리학은 여러 가지 형태의 운동으로 인해 야기되는 인체의 반응과 적응에 대해 그 원인을 규명하고, 그러한 반응과 적응이 인체의 운동 수행력이나 건강 등에 어떤 생리적 의미를 가지는지 연구한다.

## 관련 분야[1]
- 트레이닝론
- 운동처방학
- 스포츠영양학
- 생체역학
- 스포츠의학

## 운동과 신경계통

### 신경계통의 구성
인체의 신경계는 해부학적 관점에서 뇌와 척수로 이루어진 중추신경계(CNS)와 말초신경계(PNS)로 나눌 수 있다. 말초신경계는 자극을 전달하는 방향에 따라 구심성 신경과 원심성 신경으로 구분된다. 대표적인 구심성 신경은 감각신경, 원심성 신경은 운동신경이 있다. 운동신경은 통제를 할 수 있는지 여부에 따라 통제가 가능한 체성신경계, 그렇지 않은 자율신경계로 구성되어있다. 

#### 운동과 자율신경계의 반응
자율신경계는 교감신경과 부교감신경으로 나뉜다. 다양한 원인으로 인한 긴장상태가 계속해서 유지되면 교감신경계가 활성화된다. 이는 인체의 다양한 기관에 영향을 미친다. 길항작용을 하는 부교감신경계가 활성화되지 않을 경우 항상성이 유지되지 않아 인체 내 여러 기관에서 이상증세가 발생하게 된다. 이러한 자율신경실조증(autonomic dysfunction)의 증상 중 대표적인 예로는 불면증이 있다. 교감신경계가 지나치게 활성화되어있다면 몸을 이완시킬 수 있도록 적절한 휴식이 필요하고, 반대로 과도한 부교감신경계 활성화는 적절한 운동으로 신체의 흥분상태를 유도하는 것이 효과적이다.

### 신경세포의 구조와 자극전달
신경계의 기본단위는 신경세포 또는 뉴런이다. 신경세포는 세포의 핵을 포함하는 세포체, 수상돌기, 축삭으로 이루어져 있고 신경자극은 위와 같은 순서로 전달이 된다. 세포 내에서 전달되는 자극은 시냅스를 통해 다른 신경세포로 전달된다. 시냅스를 기준으로 자극을 전달하는 세포쪽의 세포막은 시냅스이전막, 전달받는 세포쪽의 세포막은 시냅스이후막이라고 한다. 시냅스이전막에서는 신경전달물질을 감싸고 있는 소포체가 있다. 소포가 시냅스이전막의 세포막과 융합하면서 신경전달물질이 분비가 되고 이때문에 시냅스이후막의 이온펌프가 열리면서 탈분극과 일련의 과정을 통해 자극이 전달된다.

#### 보톡스의 원리
보톡스를 다리에 주입했을 때 일시적인 기간 동안 운동수행은 어렵다. 보툴리늄 독소는 신경전달물질인 아세틸콜린 분비를 억제하기 때문에 시냅스이후막으로의 자극 전달을 차단한다. 이 때문에 근육 사용은 억제되고 퇴화한다. 그러나 이 작용은 일시적이고 보통 3~4개월 정도가 한계이기 때문에 이후에는 운동이 가능하다.

### 신경계 질환과 운동
뇌신경계 질환 환자들에게는 약물치료 뿐 아니라 적절한 운동수행이 뇌기능을 향상시켜 재활에 효과적일 수 있다.

## 같이 보기
- 생체에너지학
- 물리치료
- 스포츠 과학
- 스포츠 의학